# Karel Palek
Karel Palek, pseudonymem též Petr Fidelius, či Daniel Bohdan (* 15. prosince 1948), je český esejista, filolog, lingvista, editor a kritik.

## Život
Vystudoval filologii na Filozofické fakultě Univerzity Karlovy v Praze. Za normalizace se živil jako topič.
V 70. a 80. letech se zabýval sémantickou stránkou jazyka komunistické propagandy. Spoluredigoval samizdatový časopis Kritický sborník. Po listopadu 1989 se stal jeho výkonným redaktorem a později i editorem.
Od roku 1990 působí jako redaktor na volné noze. V současné době píše časopisecky publikované statě týkající se aktuálních otázek vývoje českého pravopisu. Byl oceněn výroční cenou Nadace Český literární fond (NČLF) za rok 2001. Vyučuje též na Fakultě humanitních studií Univerzity Karlovy v Praze.

## Dílo
- Seznam děl v Souborném katalogu ČR, jejichž autorem nebo tématem je Karel Palek

V roce 1983 vyšla v exilovém nakladatelství Arkýř jeho kniha Jazyk a moc. Jeho studie z předcházejících dvaceti let byly v roce 1998 publikovány pod názvem Řeč komunistické moci. Svazek Kritické eseje, vydaný v roce 2000, obsahuje výbor z autorových textů z let 1981-2000.